# Lamila
Lamila (Eigenschreibweise: LAMILA) ist ein österreichisches Indie-Pop-/Folk-Duo aus Wien. Es wurde 2019 von der Singer-Songwriterin Camilla Thurner und dem Multiinstrumentalisten Alexander Hoffmann gegründet.

## Geschichte
Nach ersten Auftritten als akustisches Folk-Trio mit der Kontrabassistin Ines Fuchs veröffentlichte Lamila im Sommer 2020 die Debütsingle Dandelion Crown, gefolgt von Mammoth Tree im Herbst 2020 und The Last Leaf im Winter 2020/21. Ein vierter Titel Growing vervollständigte im Frühjahr 2021 einen bewusst saisonalen Single-Zyklus.
Am 28. Mai 2021 erschien das Debütalbum Withered Dream bei Seayou Records. Das Fachmagazin mica – music austria bezeichnete das Werk als „gelungenes Debüt“. Auch das Blog Der Haubentaucher hob Thurners Stimme und den „hingreifenden Indie-Folk-Pop“ hervor.
Live trat die Band u. a. beim Reeperbahn Festival 2021 in Hamburg auf. Nach dem Ausstieg von Ines Fuchs besteht Lamila als Kernformation aus Thurner und Hoffmann, die sich live mit Gastmusikern verstärken.
Am 28. Februar 2025 erschien das zweite Studioalbum Save It in a Box, erneut bei Seayou Records. Das Album erweitert den Folk-Kern des Duos um analoge Synthesizer und dezente elektronische Rhythmen.

## Stil
Lamila verbindet akustisches Fingerpicking, mehrstimmige Harmoniegesänge und intime, hauchige Vocals mit sphärischen Hallräumen und analogen Synthesizer-Sounds. Einflüsse reichen von klassischen Folk-Ikonen wie Simon & Garfunkel, Joni Mitchell und Nick Drake über Indie-Acts wie Bon Iver und Feist bis hin zu Retro-Pop-Größen wie The Beach Boys.

## Diskografie

### Alben
- 2021: Withered Dream (Seayou Records)
- 2025: Save It in a Box (Seayou Records)

### Singles (Auswahl)
- 2020: Dandelion Crown
- 2020: Mammoth Tree
- 2021: The Last Leaf
- 2021: Growing
- 2023: In Between
- 2024: Stay for a While
- 2024: Bobby (Back to Sleep)
- 2024: Everybody Knew It